# أ. إي. جي. كولينز
أ. إي. جي. كولينز (بالإنجليزية: A. E. J. Collins)‏ (و. 1885 – 1914 م) هو لاعب كريكت، ومهندس، وعسكري بريطاني، ولد في Hazaribagh ‏، ويحمل رتبة عسكرية نقيب ‏، توفي في يبر، عن عمر يناهز 29 عاماً.

## التعليم
تعلم في كلية كليفتون، وتعلم في الأكاديمية العسكرية الملكية
.

## الخدمة العسكرية
خدم في الجيش البريطاني.

## جوائز
حصل على جوائز منها:
Mentioned in dispatches ‏